# Historia de la prostitución en México
La historia de la prostitución en México comienza desde tiempos anteriores a la conquista hispánica. Esta profesión tenía un lugar perfectamente limitado y aceptado, se ejercía de modo privado y porque la mujer así lo decidía; hasta donde se sabe, no existían casas de prostitución propiamente dichas.

## Siglo XVI
Después, una vez consolidada la conquista, cuando la sociedad se estabilizó en el orden político-social, pero sobre todo cuando los hombres se establecieron con sus familias, apareció la primera casa de mancebía en 1538, a petición del Ayuntamiento de México. Y para el año siguiente varios burdeles funcionando en la ciudad. El hecho de otorgar autorización para establecer lupanares en la ciudad significó el punto más alto alcanzado por la prostitución novohispana. Estas políticas se concibieron para el control de las costumbres de una población en expansión. Desde entonces, ya se veía al oficio como “un mal necesario”, que sería garante de las buenas costumbres y la protección hacia las familias y las mujeres decentes. La prostitución se consideró en la Nueva España un mal necesario porque repercutía en el bienestar general de la nación. Por eso, el Estado español la reguló y la Iglesia la toleró, al grado de que la Inquisición nunca la persiguió, pese a considerarla un pecado grave, viéndola como un medio de prevención de males mayores. Eran las prostitutas un mal tan atroz porque significaban una aberración del sagrado fundamento teológico basado en el matrimonio, pues prestaban sus servicios con el único fin del goce personal.

## Siglo XIX

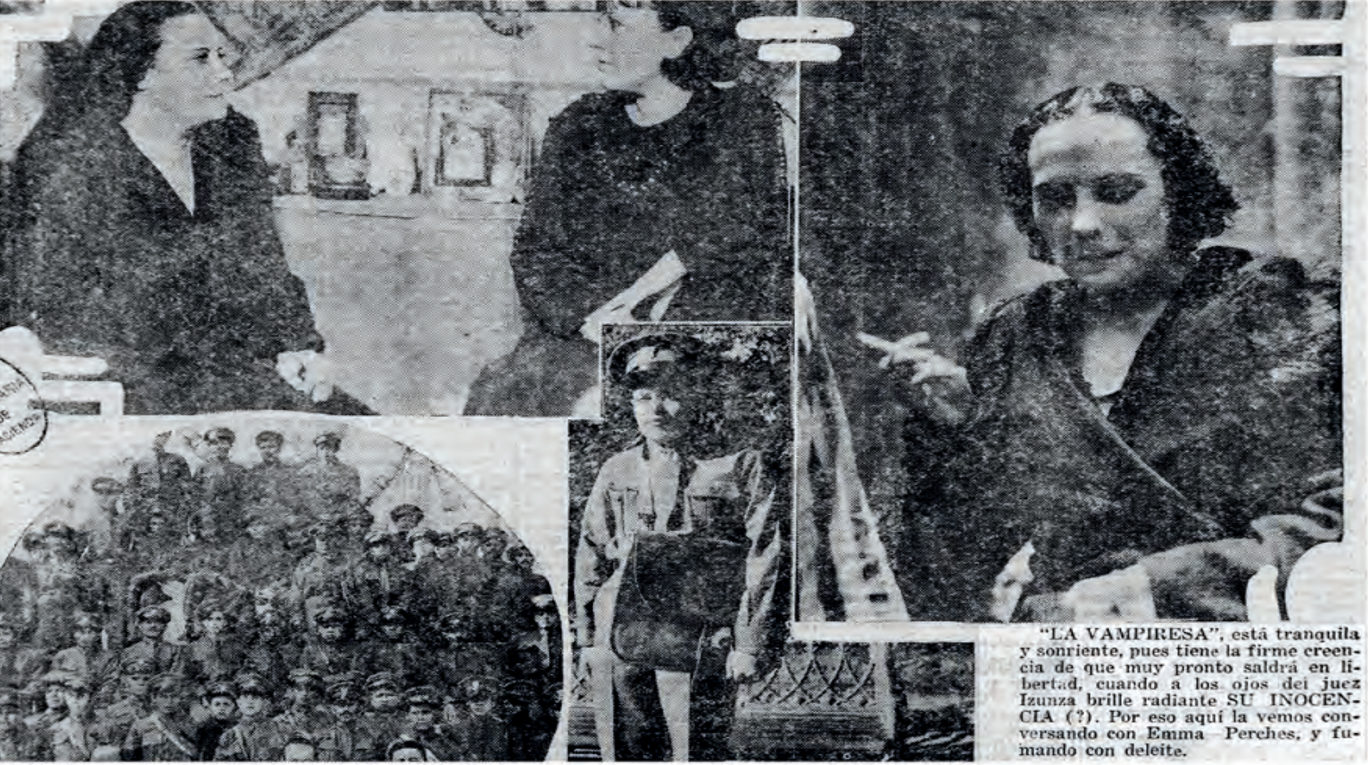
Periódico La Prensa que ilustra el caso de la posible asesina María Elena Blanco "La Vampiresa".

Durante el siglo XIX, la prostitución comenzó a verse como un problema social; en la medida de que su solución pasaba ahora a manos de los portadores de un conocimiento especializado, que se encargarían de proteger al cuerpo social de los efectos de tal fenómeno.
Para la segunda mitad del siglo XIX, el trabajo sexual aparece por primera vez en los documentos oficiales mexicanos. En un afán “higiénico” y moralizante, el liberalismo legalizó el sexo comercial y sus secuelas de explotación.

### Reglamentos de 1862 y 1865
Tal preocupación quedó plasmada en el Primer Reglamento de 20 de abril de 1862, sobre la prostitución en México. A partir de entonces, esta profesión estuvo bajo constante vigilancia estatal. Posteriormente, en 1865 vería la luz un segundo Reglamento a la Prostitución, esta vez del gobierno de Maximiliano de Habsburgo. Finalmente, el último reglamento de la prostitución en la década de 1860 sería en noviembre de 1867. A continuación, se presentan las similitudes entre los tres reglamentos:
Los Reglamentos mexicanos a la prostitución de la década de 1860.
Cuadro I.
Similitudes entre los tres reglamentos de la prostitución en la ciudad de México
Similitudes Reglamentos 1862, 1865, 1867.
- Reglamentaristas
- Preocupación estatal por la higiene pública y la conservación de las buenas costumbres morales
- Especifican las dos formas de ejercer la prostitución: de forma (individual) “aislada” o en comunidad.
- Aportación de datos personales de prostitutas (además de un retrato fotográfico, este último requisito, solo para las mujeres públicas) y matronas.
- Visitas médicas dos veces por semana y hospitalización, en caso de síntomas de mal venéreo.
- Pago de inscripción al Registro de Policía.
- Duración de la inscripción a una patente: un año.
- Las cuotas de inscripción al Registro de Policía servía como una especie de seguro médico: cuando alguna mujer pública era hospitalizada por mal venéreo, la autoridad cubriría los gastos médicos. Además, durante la convalecencia, quedaban exentas de los pagos correspondientes.
- Respeto hacia la autoridad policial y médica.

## Siglos XX y XXI

### Brigada Callejera de Apoyo a la Mujer "Elisa Martínez", A.C.
Se trata de una organización que, funcionando como asociación civil, busca recursos para ayudar a las personas que realizan trabajo sexual, sobre todo las que trabajan en la zona de La Merced y Puente de Alvarado. En la década de 1990, cuando surgió la pandemia por el VIH-sida, repartieron preservativos (con el tiempo, lograron crear una marca comercial propia: "El Encanto", que se certificó como producto de alta calidad) en las calles de la Ciudad de México. En la pandemia del virus AH1N1, asistieron y defendieron políticamente a las trabajadoras sexuales. En el 2019-2020, en la pandemia por coronavirus, han estado exigiendo apoyos gubernamentales para las mujeres, quienes perdieron empleo y hospedaje por el cierre de hoteles, y lograron conseguir una tarjeta de apoyo de mil pesos mexicanos para tres meses. A través de la autogestión y la solidaridad, instalaron un comedor comunitario. Uno de sus fundadores, Jaime Montejo, murió por COVID-19 el 5 de mayo de 2020. Las labores de la brigada se publicaron en el libro Putas, activistas y periodistas.

## Ligas externas
- Estrada Urroz, R. (2008/2018, marzo 20). La prostitución en México: ¿una mirada francesa? (formato digital, pdf). En C. Agostoni (coord.) Curar, sanar y educar: enfermedad y sociedad en México, siglos XIX y XX. pp. 163-194. Serie Historia Moderna y Contemporánea, núm. 49. México: Instituto de Investigaciones Histórica (Universidad Nacional Autónoma de México)/Instituto de Ciencias Sociales y Humanidades “Alfonso Vélez Pliego” (Benemérita Universidad Autónoma de Puebla). ISBN 978-970-32-5107-0
- Farías Contreras, A. C. (2014). La discriminación del sector del sexoservicio: manifestaciones y expresiones en espacios de vida, trabajo y convivencia en la Ciudad de México, necesidad de una legislación que defina y regule la actividad del sexoservicio en el Distrito Federal. Tesis de maestría en derecho. 201 pp. México: Universidad Nacional Autónoma de México.

- Datos: Q5899700